# Martin Svrček
Martin Svrček (Nesluša, 17 de febrero de 2003) es un deportista eslovaco que compite en ciclismo en la modalidad de ruta.
Ganó dos medallas en el Campeonato Mundial de Ciclismo en Ruta, en los años 2023 y 2024, ambas en la prueba de ruta sub-23.

## Medallero internacional
| Campeonato Mundial | Campeonato Mundial    | Campeonato Mundial | Campeonato Mundial |
| Año                | Lugar                 | Medalla            | Competición        |
| ------------------ | --------------------- | ------------------ | ------------------ |
| 2023               | Glasgow (Reino Unido) | Medalla de bronce  | Ruta sub-23        |
| 2024               | Zúrich (Suiza)        | Medalla de plata   | Ruta sub-23        |

## Palmarés
2023
- 3.º en el Campeonato Mundial en Ruta sub-23

2024
- 2.º en el Campeonato de Eslovaquia en Ruta
- 2.º en el Campeonato Mundial en Ruta sub-23

2025
- 3.º en el Campeonato de Eslovaquia Contrarreloj
- 2.º en el Campeonato de Eslovaquia en Ruta